# Список птахів Сен-Бартельмі
Це перелік видів птахів, зафіксованих на території Сен-Бартельмі. Авіфауна Сен-Бартельмі налічує загалом 156 видів, з яких 3 були інтродуковані людьми.

## Позначки
Наступні теги використані для виділення деяких категорій птахів.
- (А) Випадковий — вид, який рідко або випадково трапляється на Сен-Бартельмі
- (I) Інтродукований — вид, інтродукований на Сен-Бартельмі

## Гусеподібні(Anseriformes)
Родина: Качкові (Anatidae)
- Свистач червонодзьобий, Dendrocygna autumnalis (A)
- Свистач кубинський, Dendrocygna arborea (A)
- Свистач рудий, Dendrocygna bicolor (A)
- Качка мускусна, Cairina moschata (I)
- Каролінка, Aix sponsa (A)
- Чирянка блакитнокрила, Spatula discors
- Широконіска північна, Spatula clypeata (A)
- Нерозень, Mareca strepera (A)
- Свищ американський, Mareca americana
- Крижень звичайний, Anas platyrhynchos (A)
- Шилохвіст білощокий, Anas bahamensis (A)
- Шилохвіст північний, Anas acuta (A)
- Чирянка американська, Anas crecca
- Чернь канадська, Aythya collaris (A)
- Чернь американська, Aythya affinis (A)
- Крех жовтоокий, Lophodytes cucullatus (A)
- Савка американська, Oxyura jamaicensis (A)

## Пірникозоподібні(Podicipediformes)
Родина: Пірникозові (Podicipedidae)
- Пірникоза рябодзьоба, Podilymbus podiceps

## Голубоподібні(Columbiformes)
Родина: Голубові (Columbidae)
- Голуб сизий, Columba livia (I)
- Голуб пурпуровошиїй, Patagioenas squamosa
- Голуб карибський, Patagioenas leucocephala (A)
- Горлиця садова, Streptopelia decaocto (I)
- Талпакоті строкатоголовий, Columbina passerina
- Голубок бурий, Geotrygon montana (A)
- Голубок білощокий, Geotrygon mystacea
- Zenaida asiatica'
- Zenaida aurita

## Зозулеподібні(Cuculiformes)
Родина: Зозулеві (Cuculidae)
- Кукліло північний, Coccyzus americanus (A)
- Кукліло мангровий, Coccyzus minor (A)

## Дрімлюгоподібні(Caprimulgiformes)
Родина: Дрімлюгові (Caprimulgidae)
- Анаперо віргінський, Chordeiles minor (A)
- Анаперо антильський, Chordeiles gundlachii (A)
- Дрімлюга каролінський, Antrostomus carolinensis (A)

## Серпокрильцеподібні(Apodiformes)
Родина: Серпокрильцеві (Apodidae)
- Свіфт західний, Cypseloides niger (A)

Родина: Колібрієві (Trochilidae)
- Колібрі аметистовогорлий, Eulampis jugularis
- Колібрі карибський, Eulampis holosericeus
- Колібрі чубатий, Orthorhyncus cristatus

## Журавлеподібні(Gruiformes)
Родина: Пастушкові (Rallidae)
- Пастушок узбережний, Rallus crepitans (A)
- Погонич каролінський, Porzana carolina (A)
- Курочка латиноамериканська, Gallinula galeata
- Лиска американська, Fulica americana (A)
- Султанка американська, Porphyrio martinica (A)

## Сивкоподібні(Charadriiformes)
Родина: Чоботарові (Recurvirostridae)
- Himantopus mexicanus

Родина: Куликосорокові (Haematopodidae)
- Кулик-сорока американський, Haematopus palliatus (A)

Родина: Сивкові (Charadriidae)
- Сивка морська, Pluvialis squatarola
- Сивка американська, Pluvialis dominica (A)
- Пісочник крикливий, Charadrius vociferus
- Пісочник канадський, Charadrius semipalmatus
- Пісочник довгодзьобий, Charadrius wilsonia
- Пісочник американський, Charadrius nivosus (A)

Родина: Баранцеві (Scolopacidae)
- Бартрамія, Bartramia longicauda (A)
- Кульон середній, Numenius phaeopus
- Грицик канадський, Limosa haemastica (A)
- Крем'яшник звичайний, Arenaria interpres
- Побережник ісландський, Calidris canutus (A)
- Побережник довгоногий, Calidris himantopus (A)
- Побережник білий, Calidris alba (A)
- Побережник-крихітка, Calidris minutilla
- Побережник білогрудий, Calidris fuscicollis (A)
- Жовтоволик, Calidris subruficollis (A)
- Побережник арктичний, Calidris melanotos
- Побережник тундровий, Calidris pusilla
- Побережник аляскинський, Calidris mauri
- Неголь короткодзьобий, Limnodromus griseus (A)
- Gallinago delicata (A)
- Набережник плямистий, Actitis macularius
- Коловодник малий, Tringa solitaria
- Коловодник жовтоногий, Tringa flavipes
- Коловодник американський, Tringa semipalmata (A)
- Коловодник строкатий, Tringa melanoleuca

Родина: Поморникові (Stercorariidae)
- Поморник середній, Stercorarius pomarinus (A)

Родина: Мартинові (Laridae)
- Leucophaeus atricilla
- Мартин ставковий, Leucophaeus pipixcan (A)
- Мартин делаверський, Larus delawarensis (A)
- Мартин американський, Larus smithsonianus (A)
- Мартин чорнокрилий, Larus fuscus (A)
- Мартин морський, Larus marinus (A)
- Крячок бурий, Anous stolidus
- Крячок строкатий, Onychoprion fuscatus
- Крячок бурокрилий, Onychoprion anaethetus (A)
- Крячок карибський, Sternula antillarum (A)
- Крячок чорнодзьобий, Gelochelidon nilotica (A)
- Крячок рожевий, Sterna dougallii (A)
- Крячок річковий, Sterna hirundo (A)
- Крячок королівський, Chlidonias maxima
- Крячок рябодзьобий, Thalasseus sandvicensis (A)

## Фаетоноподібні(Phaethontiformes)
Родина: Фаетонові (Phaethontidae)
- Фаетон білохвостий, Phaethon lepturus
- Фаетон червонодзьобий, Phaethon aethereus

## Буревісникоподібні(Procellariiformes)
Родина: Океанникові (Oceanitidae)
- Океанник Вільсона, Oceanites oceanicus (A)

Родина: Качуркові (Hydrobatidae)
- Качурка північна, Hydrobates leucorhous (A)

Родина: Буревісникові (Procellariidae)
- Буревісник великий, Ardenna gravis
- Буревісник екваторіальний, Puffinus lherminieri (A)

## Сулоподібні(Suliformes)
Родина: Фрегатові (Fregatidae)
- Фрегат карибський, Fregata magnificens

Родина: Сулові (Sulidae)
- Сула жовтодзьоба, Sula dactylatra (A)
- Сула білочерева, Sula leucogaster
- Сула червононога, Sula sula (A)

Родина: Бакланові (Phalacrocoracidae)
- Баклан бразильський, Nannopterum brasilianum (A)

## Пеліканоподібні(Pelecaniformes)
Родина: Пеліканові (Pelecanidae)
- Пелікан бурий, Pelecanus occidentalis

Родина: Чаплеві (Ardeidae)
- Чапля північна, Ardea herodias (A)
- Чепура велика, Ardea alba
- Чепура мала, Egretta garzetta (A)
- Чепура американська, Egretta thula
- Чепура блакитна, Egretta caerulea
- Чепура трибарвна, Egretta tricolor (A)
- Чапля єгипетська, Bubulcus ibis
- Чапля зелена, Butorides virescens
- Квак звичайний, Nycticorax nycticorax (A)
- Квак чорногорлий, Nyctanassa violacea

Родина: Ібісові (Threskiornithidae)
- Коровайка бура, Plegadis falcinellus
- Косар рожевий, Platalea ajaja (A)

## Яструбоподібні(Accipitriformes)
Родина: Скопові (Pandionidae)
- Скопа, Pandion haliaetus (A)

Родина: Яструбові (Accipitridae)
- Канюк неоарктичний, Buteo jamaicensis

## Совоподібні(Strigiformes)
Родина: Совові (Strigidae)
- Сова болотяна, Asio flammeus (A)

## Сиворакшоподібні(Coraciiformes)
Родина: Рибалочкові (Alcedinidae)
- Рибалочка-чубань північний, Megaceryle alcyon

## Дятлоподібні(Piciformes)
Родина: Дятлові (Picidae)
- Дятел-смоктун жовточеревий, Sphyrapicus varius (A)

## Соколоподібні(Falconiformes)
Родина: Соколові (Falconidae)
- Боривітер американський, Falco sparverius
- Підсоколик малий, Falco columbarius (A)
- Сапсан, Falco peregrinus (A)

## Горобцеподібні(Passeriformes)
Родина: Тиранові (Tyrannidae)
- Еленія карибська, Elaenia martinica
- Тиран сірий, Tyrannus dominicensis
- Тиран вилохвостий, Tyrannus savana (A)

Родина: Віреонові (Vireonidae)
- Віреон чорновусий, Vireo altiloquus

Родина: Ластівкові (Hirundinidae)
- Ластівка берегова, Riparia riparia
- Щурик антильський, Progne dominicensis
- Ластівка сільська, Hirundo rustica
- Ясківка білолоба, Petrochelidon pyrrhonota (A)

Родина: Пересмішникові (Mimidae)
- Пересмішник сірий,  Dumetella carolinensis (A)
- Пересмішник антильський, Allenia fusca
- Пересмішник жовтодзьобий, Margarops fuscatus

Родина: Горобцеві (Passeridae)
- Горобець хатній, Passer domesticus (I)

Родина: В'юркові (Fringillidae)
- Гутурама синьоголова, Chlorophonia musica (A)

Родина: Трупіалові (Icteridae)
- Гоглу, Dolichonyx oryzivorus (A)
- Трупіал балтиморський, Icterus galbula (A)
- Гракл карибський, Quiscalus lugubris

Родина: Піснярові (Parulidae)
- Смугастоволець оливковий, Seiurus aurocapilla (A)
- Пісняр-борсучок, Helmitheros vermivorum (A)
- Смугастоволець білобровий, Parkesia motacilla (A)
- Смугастоволець річковий, Parkesia noveboracensis
- Червоїд жовтоголовий, Vermivora cyanoptera (A)
- Пісняр строкатий, Mniotilta varia
- Пісняр жовтий, Protonotaria citrea (A)
- Цитринка сіровола, Oporornis agilis (A)
- Болотянка чорногорла, Setophaga citrina (A)
- Пісняр горихвістковий, Setophaga ruticilla
- Пісняр-лісовик рудощокий, Setophaga tigrina (A)
- Пісняр північний, Setophaga americana
- Пісняр-лісовик канадський, Setophaga magnolia (A)
- Пісняр-лісовик золотистий, Setophaga petechia
- Пісняр-лісовик білощокий, Setophaga striata (A)
- Пісняр-лісовик сизий, Setophaga caerulescens (A)
- Пісняр-лісовик прерієвий, Setophaga discolor
- Пісняр-лісовик чорногорлий, Setophaga virens (A)

Родина: Кардиналові (Cardinalidae)
- Піранга пломениста, Piranga rubra (A)
- Піранга кармінова, Piranga olivacea (A)
- Кардинал-довбоніс червоноволий, Pheucticus ludovicianus (A)

Родина: Саякові (Thraupidae)
- Цереба, Coereba flaveola
- Вівсянка-снігурець мала, Loxigilla noctis
- Потрост чорноволий, Melanospiza bicolor